# ريهاستك
إدوارد ريهاستك (بالمجرية: Rehatsek Ede)‏ (1819 - 1891 م) هو مستشرق مجري.
ولد في المجر، ودرس في بودابست، ثم رحل إلى أوروبا وأمريكا، ثم إلى الهند سنة 1847 م، وبها وفاته. كان يحسن اثنتى عشر لغة.

## آثاره
من آثاره: ترجمة روضة الصفا تأليف مير خواند من الفارسية إلى الإنكليزية، بمعاونة أربثنوت.